# Чистов, Павел Васильевич
Па́вел Васи́льевич Чисто́в (28 августа [10 сентября] 1905 — 1982) — деятель советских спецслужб, майор государственной безопасности (1937), участник проведения массовых репрессий на территории Челябинской и Сталинской областей. Начальник печально известного Самарлага в 1939-1940 годах.
В 1941 году попал в немецкий плен, после войны репрессирован, не реабилитирован.

## Биография
Павел Чистов родился 28 августа [10 сентября] 1905 года в семье маляра, находящегося на действительной службе, Василия Никитина Чистова и его жены Агрипины Васильевой в деревне Кондырино Борщёвской волости Клинского уезда Московской губернии, крещён на следующий день. Окончил гимназию и три класса школы второй ступени в Москве. С мая 1922 года по июль 1923 года работал маляром у частных лиц. 3 июля 1923 года Чистов был принят на работу в органы ГПУ. До 1 сентября 1925 года служил регистратором отделения иностранной регистратуры ИНО ГПУ, затем до июля 1927 года учился в московской губернской совпартшколе, в апреле 1926 года вступил в ВКП(б). С 1 сентября 1927 года до 1 января 1928 года служил помощником уполномоченного 2-го отделения Информационного отдела и Политконтроля ОГПУ СССР. С 1 января по 5 октября 1928 года был уполномоченным 5-го отделения тех же отделов. С октября 1928 года по август 1934 года служил в органах госбезопасности в Сибири, был уполномоченным Иркутского окружного отдела ОГПУ в Усольском районе (1928—1929), начальником Информационного отдела того же округа (1929—1930), начальником 3-го отделения Информационного отдела и начальником 3-го отделения УЧОСО (1 марта — 15 июня 1930 года), начальником 2-го отделения УЧОСО. В 1930—1934 годах занимал различные должности в структурах аппарата ОГПУ по Западно-Сибирскому краю. В 1934—1938 годах служил на Урале.
29 июля 1937 года Чистов был назначен начальником Управления Народного комиссариата внутренних дел по Челябинской области. Этот период отмечен вхождением в состав особой тройки, созданной по приказу НКВД СССР от 30.07.1937 № 00447 и активным участием в сталинских репрессиях.
В то же время Чистов был избран от Челябинской области депутатом Верховного Совета СССР 1-го созыва.
26 февраля 1938 года он был назначен на должность начальника Управления НКВД по Сталинской (ныне — Донецкая) области Украинской ССР. В начале 1939 года против Чистова Генеральной прокуратурой СССР было возбуждено дело по обвинению в проведении незаконных массовых репрессий, но вскоре оно было закрыто под давлением руководства НКВД СССР. 8 марта 1939 года Чистов был переведён на работу в уголовно-исполнительную систему, в июле 1941 года занимал должность начальника Управления Вытегорского ИТЛ НКВД СССР,
25 декабря 1935 года Чистову было присвоено звание старшего лейтенанта госбезопасности (общеармейское — майор), 20 декабря 1936 года — капитана госбезопасности (общеармейское — полковник), 22 августа 1937 года — майора госбезопасности (общеармейское — комбриг). К началу Великой Отечественной войны Чистов являлся кавалером трёх государственных наград. Указом Президиума Верховного Совета СССР от 19 декабря 1937 года он был награждён орденом Ленина, от 26 апреля 1940 года — орденом «Знак Почёта». Также был награждён медалью «XX лет РККА». 20 декабря 1932 года к 15-летию ОГПУ Чистов был награждён ведомственным знаком «Почётный сотрудник ВЧК-ОГПУ» за номером 269.
22 августа 1941 года Чистов был назначен заместителем начальника Главного управления оборонительных работ, созданного на базе Главгидростроя НКВД СССР. 23 августа 1941 года одновременно с первой должностью он стал начальником 4-го (Юго-Западного) управления оборонительных работ со штабом в городе Сумы Украинской ССР. В задачи Чистова входило строительство оборонительных сооружений для советских войск на участке Брянск — Чернигов.

## Нахождение в плену

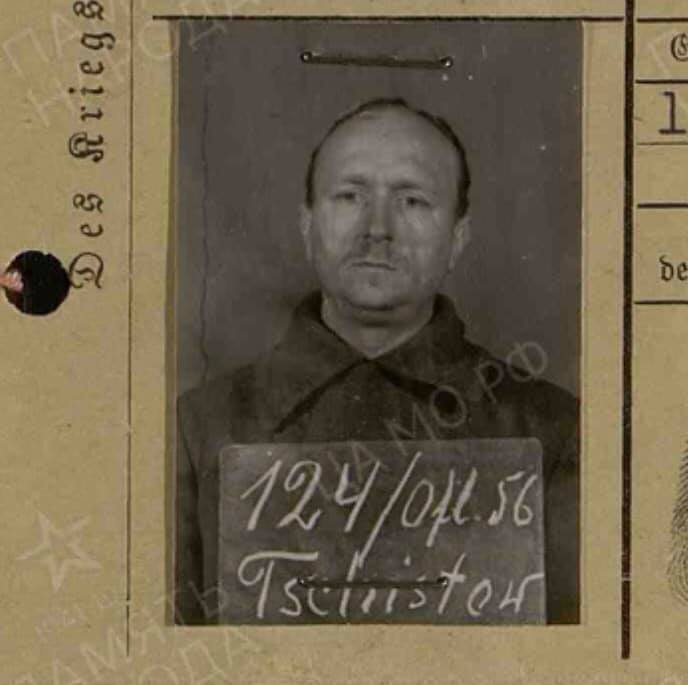
Майор П. В. Чистов на немецких лагерных документах

Из показаний Чистова, дававшихся им на следствии, следует, что 2 сентября 1941 года он на легковом автомобиле выехал из штаба Юго-Западного фронта в Конотоп. На окраине села Быстрики утром следующего дня машина Чистова была обстреляна проникшими в тыл советских войск немецкими солдатами. Чистов сдался в плен. У него были отняты личные документы, служебные бумаги, ордена и личное оружие. На первом допросе, по словам Чистова, партбилет ему вернули, после чего он сумел его незаметно уничтожить. На допросах Чистов рассказывал, что немцам он представился майором РККА, инженером-гидротехником, но это противоречит тем сведениям, которые провозглашались немецкой пропагандой. О взятии в плен Чистова сообщали германское информационное бюро, берлинская газета «Новое слово» № 40 от 28 сентября 1941 года (заметка «Красный генерал Чистов в плену») и опубликованное примерно в то же время заметка в словацкой газете «Голос фронта». В момент ареста Чистов назвался сапёрным генералом и дал показания об оборонительных сооружениях под Брянском, о привлечённой к их строительству рабочей силы, обстановке в штабе Юго-Западного фронта, переводе Автозавода имени Сталина (ныне — ЗИЛ) на выпуск танков.
Чистов содержался в лагерях 1-А и 1-Б соответственно в городах Сувалки и Гогенштейн. 4 декабря 1943 года он был арестован гестапо за ведение антифашистской пропаганды, содержался в городе Алленштейн до февраля 1944 года. После этого содержался также в концлагерях Штуттгоф и Маутхаузен. По другим данным, использовавшимся в обвинении Министерства государственной безопасности, Чистов согласился на сотрудничество с немцами, был старшим команды при лагерной бане, разрабатывал проект и руководил стройкой этой бани и жилых бараков.
В лагере именовал себя инженером-строителем, вел себя пассивно по отношению к подпольной работе и только в 1945 году, незадолго до освобождения примкнул и работал в подполье.

## Завершающий этап
7 мая 1945 года Чистов был освобождён американскими войсками, после чего его передали представителям СССР. Находился на проверке в проверочно-фильтрационном лагере НКВД в Подольске. 21 сентября 1946 года он был арестован. Особое совещание МГБ СССР приговорило его к 15 годам лишения свободы. 5 ноября 1955 года он был условно-досрочно освобождён по решению Магаданского областного суда.
Первоначально Чистов содержался в исправительно-трудовом лагере в Туймазах. В 1950—1955 годах отбывал наказание в особом лагере «Береговой», где работал нормировщиком. После отбытия наказания Чистов был депортирован в посёлок Кадыкчан Сусуманского района Магаданской области на бессрочную ссылку, но в июне 1956 года он был освобождён и от неё. В ноябре 1957 года вернулся в Москву, где до выхода на пенсию работал бухгалтером. Неоднократно подавал ходатайства о реабилитации, все они были отклонены. В 1982 году умер в Москве.